# Guillaume Tell et le Clown
Guillermo Tell y el payaso (en francés: Guillaume Tell et le clown) es un cortometraje francés de trucos mudo en blanco y negro de 1898, dirigido por Georges Méliès, que presenta a un payaso que intenta disparar una fruta de la cabeza de un muñeco que cobra vida. La película es "una farsa extravagante basada en cortes de salto y la sustitución oportuna de maniquíes por cuerpos reales", con, según Michael Brooke de BFI Screenonline, "un nivel de violencia en pantalla nunca antes visto en una película sobreviviente de Méliès". que marca, "un puente entre los efectos en el escenario del famoso Théâtre du Grand Guignol y las innumerables efusiones posteriores de violencia en pantalla cómicamente extrema como se ve en todo, desde los dibujos animados de Tex Avery hasta las primeras películas de Sam Raimi".
Fue estrenada por la Star Film Company de Méliès y ocupa el puesto 159 en sus catálogos, donde se publicitó como una escena cómico-fantastica.

## Sinopsis
Un payaso construye un maniquí de Guillermo Tell sobre un pedestal y le coloca una fruta en la cabeza, con la intención de dispararle con su ballesta para practicar. Luego, el maniquí cobra vida como un Guillermo Tell vivo y arroja la fruta al payaso antes de que pueda apuntar con su ballesta. El payaso quita y reemplaza primero el brazo del maniquí y luego su cabeza, momento en el que vuelve a la vida, pisotea al payaso y escapa, con el ahora furioso payaso persiguiéndolo.

## Estado actual
Dada su antigüedad, este cortometraje está disponible para su descarga libre en Internet, en IMDb, al ser del dominio público.